# Кочобеј
Кочобеј је планински врх (гребен) висок 2434 метара у горском ланцу Ниџе. Налази 2,1 km северо-источно од Кајмакчалана, источно од Битоља. Врх је био поприште боја на Солунском фронту у Првом светском рату.

## Солунски фронт
Кочобеј је био поред Кајмакчалана бугарска фортификација за време солунског фронта. Након заузимања Кајмакчалана 1916. бугарске трупе једно време су дејствовале артиљеријом са планина источно (Кочобеј) и западно (Старков Зуб) одакле су гађали српску војску на Кајмакчалану.